# Finlayina
Finlayina es un género de foraminífero bentónico de la familia Pavoninidae, de la superfamilia Buliminoidea, del suborden Buliminina y del orden Buliminida. Su especie tipo es Finlayina hornibrooki. Su rango cronoestratigráfico abarca desde el Eoceno superior hasta el Oligoceno inferior.

## Discusión
Clasificaciones previas incluían Finlayina en el suborden Rotaliina del orden Rotaliida.

## Clasificación
Finlayina incluye a las siguientes especies:
- Finlayina hornibrooki †
- Finlayina mexicana †